# Trdnjava Marienberg
Trdnjava Marienberg (nemško Festung Marienberg) je pomembna znamenitost na levem bregu reke Majne v Würzburgu v Frankovski regiji na Bavarskem v Nemčiji. Mogočna trdnjava Marienberg je simbol Würzburga in je skoraj pet stoletij služila kot dom tamkajšnjim knezoškofom. Že od antičnih časov je bila utrdba. Večina sedanjih stavb je bila prvotno zgrajena v renesančnem in baročnem slogu med 16. in 18. stoletjem. Potem ko je leta 1631 med tridesetletno vojno Gustav II. Adolf Švedski osvojil območje, je bil grad rekonstruiran kot baročna rezidenca. Potem ko je utrdba prenehala služiti kot rezidenca würzburških škofov, je doživela ponavljajoče se akcije v vojnah poznega 18. in 19. stoletja. Trdnjavo Marienberg so britanske bombe marca 1945 močno poškodovale. V celoti so jo obnovili šele leta 1990. Danes sta v njem dva muzeja.

## Geografija
Trdnjava stoji na vidni vzpetini 266 metrov visokega Marienberga, ki se dviga približno 100 metrov nad reko Majno na nasprotni strani mesta Würzburg. Na pobočjih okoli gradu so vinogradi.

## Zgodovina

### Predzgodovina in srednji vek
Okoli leta 1000 pr. n. št. so pripadniki kulture žarnih grobišč zgradili keltski grad zatočišče. Arheološke najdbe kažejo, da so domačini poznejše halštatske kulture imeli trgovske stike s staro Grčijo in so zaznamovali skrajno severno točko v omrežju trgovanja z vinom iz časa okoli 500 pr. n. št. Hrib je morda bil Fürstensitz, sedež kneza.:2,4
Od leta 100 našega štetja naprej so nadzor nad območjem večkrat zamenjala različna plemena (Svebi, Markomani, Alemani, Burgundi), preden so območje v 6. stoletju zavzeli Franki. Würzburg je postal občasni sedež frankovsko-turinškega vojvode pod Merovingi. Njegov dvor je prebival na desnem bregu Majne. V 7. stoletju je pisni dokument omenil Uburzi (ki je kasneje postal Virteburch in nato Würzburg), ki se je nanašal na utrdbo na hribu. Ime Marienberg je bilo v uporabi šele od visokega srednjega veka dalje. Po misijonarskem delu na tem območju, ki ga je v poznem 7. stoletju vodil sveti Kilijan, so Franki v začetku 8. stoletja pod vojvodo Hedanom II. zgradili kapelo, posvečeno Devici Mariji in utrdbo (zemeljsko obzidje in lesene hiše) na hribu. Kapela – verjetno zgrajena na mestu nekdanjega poganskega svetišča, posvečenega neki boginji materi – in kasneje cerkve, ki so jo nadomestile, so bile razlog, da sta hrib in trdnjava sčasoma postala znana kot Marienberg (»Marijina gora«). To je bila verjetno prva krščanska cerkev, zgrajena iz kamna severno od Alp zunaj ozemlja, ki ga je prej nadzoroval Rim (tj. vzhodno od Rena in na drugi strani limesa).
Sveti Bonifacij je prišel v Frankovsko leta 719 in takrat v Würzburgu ni bilo več vojvode. Celo nekateri lokalni duhovniki so izvajali poganske običaje. Bonifacij je leta 741 imenoval svojega privrženca svetega Burcharda za prvega würzburškega škofa. Cerkev svete Marije (izrecno omenjena v listini iz leta 822) je postala sedež škofa – stolnica. V naslednjih desetletjih je mesto Würzburg začelo rasti in leta 788 je cerkev na vrhu hriba izgubila vlogo stolnice v korist predhodnice Würzburške stolnice (razen kratkega premora, potem ko je bila slednja uničena v požaru leta 855). Takrat so ostanke svetega Kilijana, svetega Kolmana in svetega Totnana prenesli iz svete Marije, da bi jih ponovno pokopali v novi stolnici. Vendar pa je cerkev svete Marije še naprej služila kot pokopališče knezoškofov. Njihova telesa so bila pokopana v stolnici, njihova srca do leta 1573 v cistercijanskem samostanu Ebrach.:30
Nobena utrdba na Marienbergu ni omenjena, dokler v 13. stoletju knezoškofje iz Würzburga niso preselili svoje rezidence v Marienberg. Okoli leta 1200 so na hribu gradili srednjeveške utrdbe. Pod škofom Konradom von Querfurtom je cerkev sv. Marije postala dvorna kapela sedeža. On in škof Hermann von Lobdeburg sta zgradila tisto, kar je danes znano kot Bergfrid in prvi palas. Lobdeburg je grad uporabljal kot začasno rezidenco leta 1242. Šele ko so se odnosi med škofom in prebivalci mesta - ki so podpirali cesarja proti svojemu škofu - leta 1253 poslabšali, je svoj dvor za stalno preselil v trdnjavo. Njegovi nasledniki so tam ostali do 18. stoletja. Odnosi med škofom in mestom so bili napeti, kar je bil glavni razlog za ohranitev oboroženega kontingenta v trdnjavi. Po letu 1308 je bil palas povečan pod škofom Andreasom von Gundelfingenom  z gradnjo, ki so jo plačali meščani, da bi svojemu gospodu nadomestili nemire tistega leta. Ker je bil dostop do vode na hribu težaven in prejšnji poskusi, da bi trdnjavo povezali z izvirom v Höchbergu, niso bili zadovoljivi, so v trdnjavi izkopali Tiefer Brunnen (globok vodnjak, ki je globok 100 metrov). Vladavina škofa Otona II. von Wolfskeel je omogočila izgradnjo dodatnega obroča utrdb. Leta 1373 so meščani Würzburga napadli trdnjavo s katapulti, medtem ko je trdnjava vračala z orožjem s črnim smodnikom, kar je bila prva dokumentirana uporaba orožja v Würzburgu. V prvi polovici 15. stoletja je Hochstift propadel in gradnja trdnjave je večinoma prenehala. Šele po letu 1466 so pod škofom Rudolfom von Scherenbergom zgradili več utrdb in dodali Scherenbergtor, pa tudi nekaj stolpov in gospodarskih poslopij.

### Moderna doba
Škof Lorenz von Bibra je po letu 1495 dal trdnjavo obnoviti kot renesančno rezidenco in ji dodal utrdbe.
Leta 1525, med nemško kmečko vojno (Bauernkrieg), je trdnjava uspešno prestala obleganje kmetov, ki jih je vodil Götz von Berlichingen.  Maja istega leta je kmečka vojska 15.000 mož obkolila utrdbe, vendar ni mogla prebiti koncentričnega obzidja. V tem času je vladajoči knezoškof Konrad II. Thüngen že pobegnil iz trdnjave. Obrambi sta poveljevala vitez Sebastian von Rotenhan in Friderik I., mejni grof Brandenburg-Ansbach. Ko je njihov politični voditelj Florian Geyer v začetku junija odšel v Rothenburg ob der Tauber, da bi nabavil težko orožje, potrebno za poskus preboja obzidja, se je kmečka vojska brez vodje utaborila okoli gradu in pustila, da jo je obkrožila poklicna vojska Švabske lige. V bitki, ki je sledila, je knežja vojska pobila več kot 8000 kmetov. Škof Konrad von Thüngen se je lahko vrnil v svojo trdnjavo, iz katere je prej pobegnil. Prav tako tistega leta je bil kipar Tilman Riemenschneider zaprt v trdnjavi in mučen skupaj z drugimi člani würzburškega mestnega sveta – kot kazen, ker so se povezali s kmeti.
Škof Julius Echter von Mespelbrunn je prevzel položaj leta 1573 in znova rekonstruiral trdnjavo ter dodatno povečal velikost utrdb, potem ko je požar leta 1572 poškodoval velik del srednjeveškega gradu. Pod njegovo vladavino je bila dokončana preobrazba trdnjave v renesančno rezidenco. Leta 1600 je požar uničil severno krilo glavne stavbe in poškodoval nekaj stolpov in kapelo. Do leta 1607 je bil severni del trdnjave obnovljen. Cilj je bil pravokotni štirikrilni palas, s stolpi na vogalih, v skladu s tedanjo modo. Vendar pa četrti stolp ni bil nikoli zgrajen. Echter je dal tudi obnoviti kapelo in dodati nov vodnjak.
Leta 1631 so po nekaj dneh bojev trdnjavo zavzele švedske sile pod vodstvom Gustava II. Adolfa Švedskega v tridesetletni vojni. Švedske čete so oplenile trdnjavo. Večino znane knjižnice so odnesli v Uppsalo. Trdnjavo so imeli Švedi in njihovi zavezniki do leta 1635. Bernard Saško-Weimarski je bil imenovan za vojvodo Frankovske. Leta 1635 se je škof Franz von Hatzfeld lahko vrnil v Würzburg.
Po letu 1642 je bila knežja rezidenca popolnoma prezidana in preoblikovana pod škofom Johannom Philippom von Schönbornom. Leta 1648 je trdnjava postala Reichsfestung in njene utrdbe so se v naslednjih desetletjih ponovno znatno povečale.
Po letu 1708 so palas (Fürstenhaus) in cerkev preuredili v baročnem slogu. Utrdbe so svojo sedanjo obliko dobile z dodatkom številnih zunanjih del na jugovzhodu (Höllenschlund) v letih 1711–1715. Leta 1712 je na gradu knezoškof sprejel Karla VI., zadnjič je trdnjavo obiskal cesar Svetega rimskega cesarstva. Kmalu zatem, leta 1719/20, se je škofovski dvor preselil v palačo na drugi strani reke Majne, ki jo je kasneje nadomestila današnja Würzburška rezidenca. Marienberg je zdaj postal le vojaška struktura. Dela na zadnjem zgrajenem stolpu (Maschikuliturm) so se začela leta 1724.
Med vojnami 1795–1815 je trdnjava večkrat doživela napad. Leta 1796, med vojno prve koalicije, je dobro založeno trdnjavo njena garnizija predala Francozom. Leta 1800/01 pa se je med vojno druge koalicije uspešno obranila pred novim francoskim napadom cesarskega generala Dall'Aglia. Leta 1803 so trdnjavo zasedle čete bavarskega volilnega kneza, potem ko je bila würzburška škofija sekularizirana. Od leta 1805 do 1814 je bil Marienberg trdnjava Velikega vojvodstva Würzburg, ki je bil del Renske zveze, marionetne države Prvega francoskega cesarstva. V letih 1813/14 so francoske čete vztrajno branile trdnjavo pred koalicijskimi silami. Sam francoski cesar Napoleon je obiskal trdnjavo leta 1806, leta 1812 pred ruskim pohodom in dvakrat leta 1813.
Leta 1814 je trdnjava Marienberg prešla pod Kraljevino Bavarsko. Prusi pod vodstvom Edwina Freiherra von Manteuffela so leta 1866 med avstrijsko-prusko vojno obstreljevali trdnjavo z juga. Marienberg je leta 1867 izgubil uradni status "trdnjave". Med francosko-prusko vojno 1870/71 je bila uporabljena kot garnizija in zaporniško taborišče. Zaradi neuporabe je do leta 1900 trdnjava propadla.
Med prvo svetovno vojno v letih 1914–18 je trdnjava služila kot vojašnica za topništvo. Med nemško revolucijo so revolucionarji leta 1918 prevzeli nadzor nad trdnjavo, vendar so jo ponovno zavzele vladne čete. Po vojni je Fürstenbau služila kot vojašnica za Landespolizei (državno policijo), kot vojaško skladišče in kot zasilna nastanitev (100 stanovanj). Leta 1935 je Bavarska uprava državnih palač, vrtov in jezer postala lastnica trdnjave in začela z obnovo gradu.
Proti koncu druge svetovne vojne je Echterbastei služila kot medicinsko skladišče in nato kot skladišče kulturnih zakladov. Med bombardiranjem Würzburga s strani Royal Air Force 16. marca 1945 je bil pomemben del trdnjave uničen zaradi požara, ki so ga povzročile zažigalne bombe. Obnova se je začela po letu 1950 in je bila končana šele leta 1990.

## Arhitektura
Glede na ponavljajoče se uničenje struktur trdnjave skozi stoletja, nazadnje in v veliki meri v bombardiranju leta 1945, so bile mnoge danes vidne stavbe v manjši ali večji meri rekonstruirane. Sklicevanje na določeno obdobje v nadaljevanju tako ne pomeni nujno, da vsebina obstoječe strukture izvira iz tega obdobja - morda je bila obnovljena v slogu tega obdobja.

### Notranje dvorišče
Na notranjem dvorišču so prostostoječi romanski Bergfrid iz 13. stoletja, renesančni vodnjak iz leta 1603 in Marienkirche (ali cerkev sv. Marije). Bergfrid je bil prvotno znan kot Mittlerer Turm ali Wartturm, dejanska trdnjava je bila predhodnica današnjega Kilianstuma. Temelji cerkve segajo v 8. stoletje, vendar je bila stavba skozi stoletja večkrat spremenjena. Medtem ko osnovna oblika dveh valjev, postavljenih drug na drugega, ostaja, so se proporci stavbe v 13. stoletju spremenili in povečala velikost oken. Kupolasto streho in Echterchor je dodal škof Echter. Tudi notranjost večinoma izvira iz časa njegove vladavine in odseva renesančni slog s prvimi znaki prihajajočega baroka. Oltarji v notranjosti so baročni.

### Fürstenbau
Notranje dvorišče obdaja štirikrilni Fürstenbau (palas). Tri od njegovih štirih vogalov označujejo stolpi (v smeri urinega kazalca od severozahoda) Kiliansturm, Marienturm in Randersackererturm. Ti večinoma izvirajo iz časa prezidave gradu v začetku 17. stoletja. Sam Fürstenbau večinoma odseva poznejšo arhitekturo in oblikovanje iz 16./17. stoletja, vključuje pa tudi Bibra Treppe (stopnišče), zgrajeno leta 1511. V veliki dvorani (Fürstensaal) je bilo razkritih nekaj struktur iz 13. stoletja.

### Fortifikacije inVorburg
Fürstenbau je obdan s srednjeveškimi utrdbami (obzidje in stolpi), ki obdajajo zunanje predgradje, znano kot Scherenbergzwinger (pravzaprav zgrajeno pod škofom Ottom von Wolfskeelom). Na vzhodu to vključuje Fürstengarten, uradni baročni vrt, ki gleda na mesto. Vhod v notranji grad je preko gotskih Scherenbergt.
Za jarkom, ki ga prečka kamniti most, ki je leta 1716 nadomestil prejšnji dvižni most, ležita zunanji obroč utrdb in Echtersche Vorburg. Ta trikrilni del trdnjave vključuje veliko korito za konje sredi dvorišča, hleve in Echterbastei z Echtertor. Večina teh je bila zgrajena v času vladavine škofa Echterja in pod njegovimi nasledniki v 17. stoletju.

### Zunanje dvorišče in zunanji bastijoni
Zunanje dvorišče sestavljata Neues Zeughaus in Kommandantenhaus (obe z začetka 18. stoletja). Dostop do tega dela trdnjave je skozi Schönborntor.
Zunanje bastijone - Bastei Cesar, Bastei St. Johann Nepomuk, Bastei St. Johann Baptist in Bastei St. Nikolaus -, ki obdajajo grad, je zgradil Johann Philipp von Schönborn od 1649 do 1658.
Nekoč je obstajalo več bastijonov, vendar so bili nekateri nadgrajeni ali pa jih zdaj pokrivajo parki. Vendar pa so okoli osrednje trdnjave, predvsem na zahodu, še vedno obsežni zunanji deli iz zgodnjega 18. stoletja. Te preluknjajo notranja in zunanja vrata - Höchberger Tor.
Na jugu je Maschikuliturm (stolp z mašikulami), ki ga je zasnoval Balthasar Neumann, arhitekt Residenze, zadnji stolp, ki je bil dodan trdnjavi v 1720-ih. Skrajna jugovzhodna točka je bastijon Höllenschlund.

## Danes
Danes je trdnjava Marienberg večinoma dostopna javnosti. To vključuje Scherenbergtor (vrata), Bergfrid, cerkev sv. Marije in vodnjak.
Od leta 1946 baročna Zeughaus (orožarna), ki je bila prvotno zgrajena 1702–1712, in po uničenju leta 1866 in 1945 obnovljena, vsebuje Museum für Franken, nekdanji Mainfränkisches Museum, zbirko frankovskih umetnin iz srednjega veka do baroka, vključno s svetovno znanimi gotskimi skulpturami Tilmana Riemenschneiderja. Obstaja tudi zbirka zgodnejših artefaktov iz Frankovske, ki segajo nazaj v obdobje paleolitika. Muzej je bil ustanovljen leta 1913 kot Fränkisches Luitpoldmuseum v mestu, prejšnjo lokacijo pa so uničili britanski bombniki marca 1945. V letih 1950–1954 je bil Echterbastei (prav tako poškodovan v bombardiranju) obnovljen in muzej se je razširil v ta del trdnjave.
Fürstenbaumuseum v Fürstenbau (palas) trdnjave, ustanovljenem v 1930-ih (prvotno kot dva muzeja), ponuja sprehod skozi 1200 let zgodovine Würzburga. Vsebuje stopnice Bibra in apartmaje ter apartmaje Juliusa Echterja. Ti ne vsebujejo originalnega pohištva (bodisi izgubljenega med švedsko plenitvijo gradu ali prepeljanega v novo Residenzo leta 1720), temveč predmete iz obdobja. Obstajajo tudi razstave o cerkvenih zakladih ter o zgodovini Würzburga in trdnjave.
V trdnjavi sta tudi dve restavraciji.

## Galerija
- Montažni most, ki ga je zgradil 119. oklepni inženirski bataljon 12. oklepne divizije ZDA, aprila 1945 nad zbombardiranim starim mostom ob vznožju trdnjave Marienberg
- Trdnjava Marienberg, 14. junij 2003
- Pogled z zahoda